# بيوس الثاني

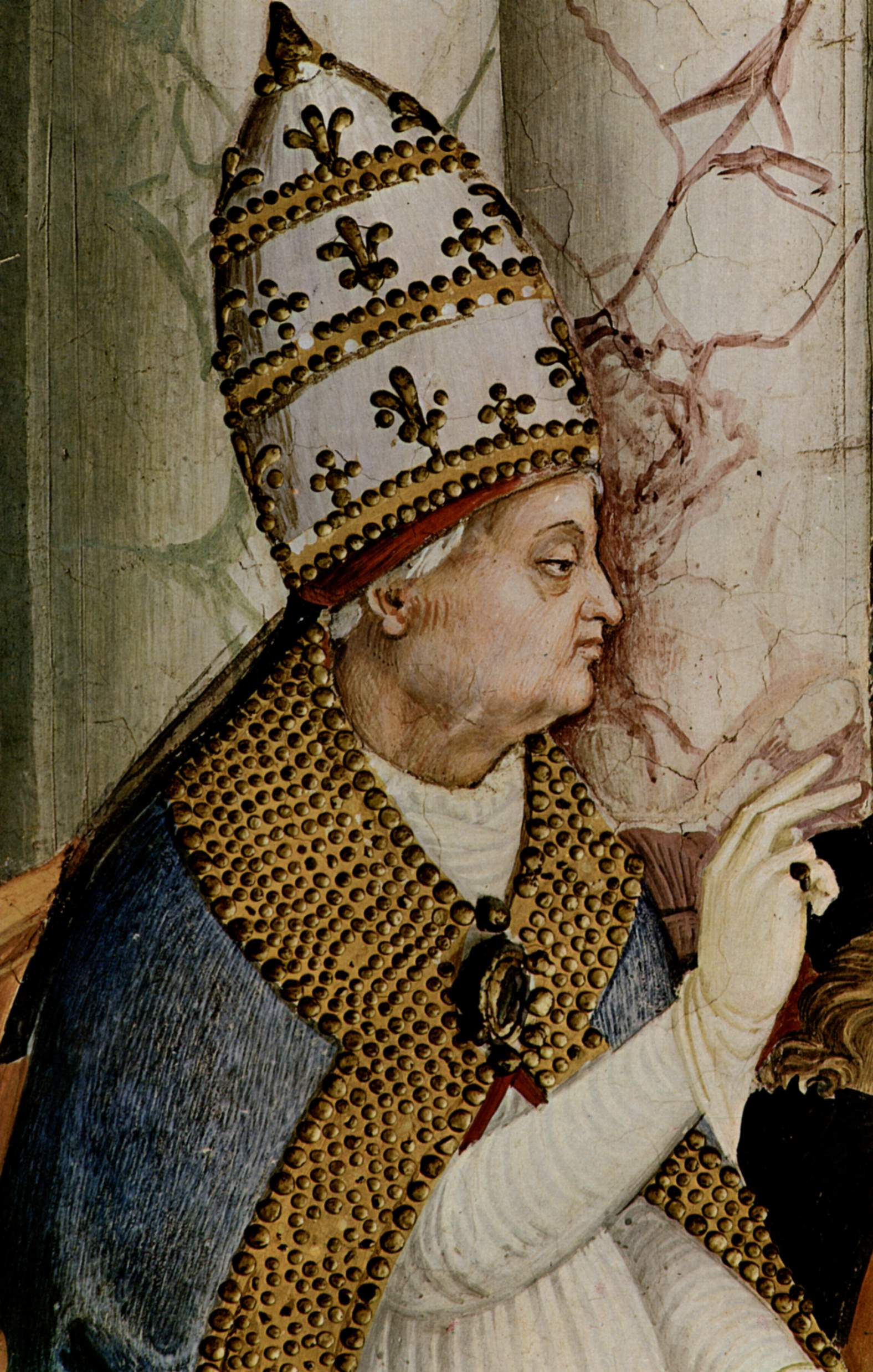
البابا بيوس الثاني

بيوس الثاني (Pius II) وُلد باسم إينيا سيلفيو بيكولومينو بتاريخ 18 أكتوبر 1405 و توفي في 14 آب 1464) شغل منصب بابا الكنيسة الكاثوليكية منذ عام 1458 وحتى وفاته.

## روابط خارجية
- بيوس الثاني على موقع الموسوعة البريطانية (الإنجليزية)
- بيوس الثاني على موقع إن إن دي بي (الإنجليزية)